# Émile Ancelet
Ne pas confondre avec Charles-Louis-Émile Ancelet, aquafortiste et lithographe.
Pour les articles homonymes, voir Ancelet.
Émile Ancelet, né le 24 mai 1865 à Charleville et mort à Santes dans le Nord le 8 février 1951, est un peintre pointilliste français.
Également taxidermiste et collectionneur, notamment de papillons, il a vécu à Santes.

## Biographie
Émile Ancelet commence à exposer à la fin du XIXe siècle au Salon des artistes français. Il peint souvent dans la campagne lilloise en accordant une attention particulière aux jeux de lumière sur les arbres en fleurs. Émile Ancelet meurt en 1951 à Santes.
Le maire de Santes, Philippe Barret, interrogé en 2011 sur l'éventualité de la création d'un musée, déclare qu'il n'a pas les moyens financiers de le faire et qu'il ne sait pas où pourrait se situer le musée.
Une de ses œuvres est un paysage champêtre ensoleillé.
Il est inhumé au cimetière de Santes. Une rue de la ville porte son nom.